# Vissenbjerg
Vissenbjerg é um município da Dinamarca, localizado na região central, no condado de Fiónia.
O município tem uma área de 47 km² e uma  população de 6 096 habitantes, segundo o censo de 2005.